# Parador Pedro Molina
O Parador Pedro Molina é um dos paradores do Metrotranvía de Mendoza, situado no distrito de Mendoza, entre o Parador Belgrano e o Parador 25 de Mayo. Administrado pela Empresa Provincial de Transporte de Mendoza (EPTM), faz parte da Linha Verde.
Foi inaugurado em 28 de fevereiro de 2012. Localiza-se na Avenida Belgrano. Atende os bairros Civico e Residencial Sur.